# راشيل شيلي
راشيل شيلي (بالإنجليزية: Rachel Shelley)‏ هي ممثلة بريطانية، ولدت في 25 أغسطس 1969 في المملكة المتحدة.

## أعمال

### أفلام
- (2001)  ذات مرة في الهند

### مسلسلات
- كان ياما كان
- كلمة إل

## وصلات خارجية
- راشيل شيلي على موقع IMDb (الإنجليزية)
- راشيل شيلي على موقع ألو سيني (الفرنسية)
- راشيل شيلي على موقع أول موفي (الإنجليزية)
- راشيل شيلي على موقع قاعدة بيانات الأفلام السويدية (السويدية)
- راشيل شيلي على موقع قاعدة بيانات الفيلم (الإنجليزية)
- راشيل شيلي على موقع كينوبويسك (الروسية)